# Abaja (jezero)
Abaja (amharski:Abaja Hajk) je jezero u Regiji Južnih naroda, narodnosti i etničkih grupa u Etiopiji, udaljeno oko 500 km južno od glavnog grada Adis Abeba. Stariji naziv jezera bio je Margherita koje mu je nadjenuo talijanski istraživač Vittorio Bottego, prvi europljanin koji je dospio na njegove obale, on je jezero nazvao po ženi talijanskog kralja Umberta I. Margheriti Savojskoj. 

## Zemljopisne osobine
Jezero Abaja nalazi se u Velikoj rasjednoj dolini, istočno od Planine Guge. Na sjevernoj obali u jezero uvire najveća pritoka rijeka Bilate koja izvire na južnim obroncima Planine Gurage i Gidabo. Grad Arba Minč leži na jugozapadnoj obali jezera, na južnim obalama jezera je prevlaka prema jezeru Čamu, tu se prostire Nacionalni park Nečisar. Jezero Abaja je dugo 60 km, prosječne širine oko 20 km, površinom od 1162 četvornih kilometara.Najveća dubina je 13,1 metara, prosječna je oko 7, jezero leži na nadmorskoj visini od 1285 metara. Jezero Abaja ima brojne otoka, ostali veći otoci su Gidičo, Velege, Galmaka i Alkali. Vode jezera su crvenkaste zbog visoke koncentracije ispranih sedimenata jer nema stalni odljev, no kad razina voda narastu u pojedinim godinama tad se prelijevaju u obližnje južno jezero Čamo.
Okolica jezera je savana, znana po svojim divljim životinja i pticama. Vode jezera bogate su ribom, koja je važan dio gospodarstva lokalnog stanovništva, svake godine izlovi se oko 412 tona ribe, po procjeni Etiopskog zavoda za ribarstvo i akvakulturu, što predstavlja 69% od ukupnog iznosa od održivog izlova.

## Vanjske poveznice
|  | Zajednički poslužitelj ima još gradiva o temi Abaja (jezero) |